# 杉栄三郎

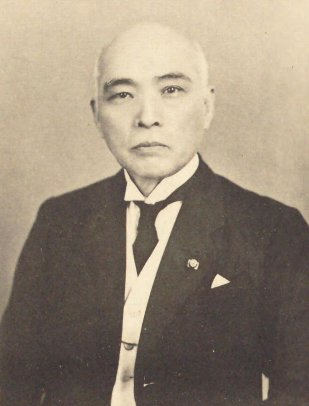
杉栄三郎

杉 栄三郎（すぎ えいざぶろう、1873年（明治6年）1月4日 - 1965年（昭和40年）6月7日）は、日本の宮内官僚。帝室博物館総長。法学博士。

## 経歴
岡山県哲多郡矢神村（現在の新見市）出身。1900年（明治33年）、東京帝国大学法科大学政治科を卒業。会計検査院に入ったが、1902年（明治35年）より清国の招聘で京師大学堂（北京大学の前身）教授となった。10年間在職したが、辛亥革命により帰国した。帰国後は会計検査院に戻り、検査官、第一部第三課長を務めた。その後、宮内省に移り、書記官、参事官、帝室林野局主事、図書頭、諸陵頭を歴任した。1932年（昭和7年）より帝室博物館総長を務めた。1939年（昭和14年）、退官して宮中顧問官に就任した。その他に日華学会理事を務めた。
戦後は国立博物館評議員会評議員、同会長を務めた。

## 親族
- 原口兼済 - 2番目の妻マツの父[4]。男爵、陸軍中将、貴族院議員。
- 嘉納治五郎-3番目の妻ミツ（治五郎の長兄　嘉納久三郎の長女）[5]

## 栄典
- 1940年（昭和15年）8月15日 - 紀元二千六百年祝典記念章[6]